# 216591 Coetzee
216591 Coetzee è un asteroide della fascia principale. Scoperto nel 2002, presenta un'orbita caratterizzata da un semiasse maggiore pari a 2,4158272 UA e da un'eccentricità di 0,1845310, inclinata di 3,73647° rispetto all'eclittica.